# Юніорський чемпіонат світу з хокею із шайбою 2020
Юніорський чемпіонат світу з хокею із шайбою 2020 — скасований чемпіонат світу з хокею серед юніорських команд. Першість мала відбутись у американських містах Плімут та Енн-Арбор. Турніри ІІ та ІІІ Дивізіонів були скасовані IIHF 2 березня 2020. Турнір Топ-дивізіону та першого дивізіону IIHF скасувала 13 березня 2020 через пандемію COVID-19.

## Топ-дивізіон
Турнір повинен був відбутися з 16 по 26 квітня 2020 року в Плімуті та Енн-Арборі але був скасований IIHF.

### Попередній раунд
Група А
| Поз | Команда   | М | В | ВО | ПО | П | ГЗ | ГП | Різ | О | Кваліфікація       |
| --- | --------- | - | - | -- | -- | - | -- | -- | --- | - | ------------------ |
| 1   | Білорусь  | 0 | 0 | 0  | 0  | 0 | 0  | 0  | 0   | 0 | Чвертьфінали       |
| 2   | Канада    | 0 | 0 | 0  | 0  | 0 | 0  | 0  | 0   | 0 | Чвертьфінали       |
| 3   | Латвія    | 0 | 0 | 0  | 0  | 0 | 0  | 0  | 0   | 0 | Чвертьфінали       |
| 4   | Швеція    | 0 | 0 | 0  | 0  | 0 | 0  | 0  | 0   | 0 | Чвертьфінали       |
| 5   | Швейцарія | 0 | 0 | 0  | 0  | 0 | 0  | 0  | 0   | 0 | Серія на вибування |

Група В
| Поз | Команда   | М | В | ВО | ПО | П | ГЗ | ГП | Різ | О | Кваліфікація       |
| --- | --------- | - | - | -- | -- | - | -- | -- | --- | - | ------------------ |
| 1   | Чехія     | 0 | 0 | 0  | 0  | 0 | 0  | 0  | 0   | 0 | Чвертьфінали       |
| 2   | Німеччина | 0 | 0 | 0  | 0  | 0 | 0  | 0  | 0   | 0 | Чвертьфінали       |
| 3   | Фінляндія | 0 | 0 | 0  | 0  | 0 | 0  | 0  | 0   | 0 | Чвертьфінали       |
| 4   | Росія     | 0 | 0 | 0  | 0  | 0 | 0  | 0  | 0   | 0 | Чвертьфінали       |
| 5   | США (H)   | 0 | 0 | 0  | 0  | 0 | 0  | 0  | 0   | 0 | Серія на вибування |

## Дивізіон І

### Група А
Турнір мав проходити в Словаччині, з 13 по 19 квітня 2020 року.
- Данія
- Франція
- Японія – Підвищений з Дивізіону I В
- Казахстан
- Норвегія
- Словаччина – Вибув з Топ-дивізіону

### Група В
Турнір мав проходити в Італії, з 12 по 18 квітня 2020 року.
- Австрія
- Угорщина
- Італія
- Польща – Підвищений з Дивізіону II A
- Словенія
- Україна – Вибув з Дивізіону I A

## Дивізіон ІІ

### Група А
Турнір мав проходити в Естонії, з 22 по 28 березня 2020 року.
- Велика Британія – Вибув з Дивізіону I B
- Естонія
- Литва
- Румунія
- Сербія – Підвищений з Дивізіону II B
- Південна Корея

### Група В
Турнір мав проходити в Болгарії, з 23 по 29 березня 2020 року.
- Австралія
- Болгарія – Підвищений з Дивізіону III A
- КНР
- Хорватія
- Нідерланди
- Іспанія – Вибув з Дивізіону II A

## Дивізіон ІІІ

### Група А
Турнір мав проходити в Туреччині, з 16 по 22 березня 2020 року.
- Бельгія – Вибув з Дивізіону II B
- Китайський Тайбей – Підвищений з Дивізіону III B
- Ісландія
- Ізраїль
- Мексика
- Туреччина

### Група В
Турнір мав проходити в Люксембурзі, з 29 березня по 4 квітня 2020 року.
- Боснія і Герцеговина
- Гонконг
- Киргизстан – Дебют
- Люксембург
- Нова Зеландія – Вибув з Дивізіону III A
- ПАР